# Вајт Оук Ист (Охајо)
Вајт Оук Ист (енгл. White Oak East) град је у америчкој савезној држави Охајо.

## Демографија
По попису из 2000. године број становника је 3.508.
| Група             | 2000.         | 2010.    |
| Белци             | 3.392 (96,7%) | 0 (0,0%) |
| Афроамериканци    | 43 (1,2%)     | 0 (0,0%) |
| Азијати           | 32 (0,9%)     | 0 (0,0%) |
| Хиспаноамериканци | 16 (0,5%)     | 0 (0,0%) |
| Укупно            | 3.508         | 0        |